# 叶志刚
叶志刚（1954年3月—），汉族，江苏省南京市人，中华人民共和国政治人物。

## 生平
1975年8月，参加工作，1983年12月，加入中国共产党。2004年4月至2008年4月，任吉林省委组织部干部监督处处长、吉林省委巡视工作办公室副主任（兼，副厅长级）。2008年4月至2010年9月，任中共吉林省委组织部副部长、吉林省委巡视工作办公室副主任。2010年9月至2010年12月，任吉林省委组织部副部长；2010年12月至2011年12月，任吉林省质量技术监督局党组书记；2011年12月至2014年10月，任吉林省质量技术监督局党组书记、局长。2018年2月，吉林省纪委对叶志刚严重违纪问题进行了立案审查，并开除党籍。